# Pheidole granulata
Pheidole granulata är en myrart som beskrevs av Theodore Pergande 1896. Pheidole granulata ingår i släktet Pheidole och familjen myror. Inga underarter finns listade i Catalogue of Life.

## Bildgalleri

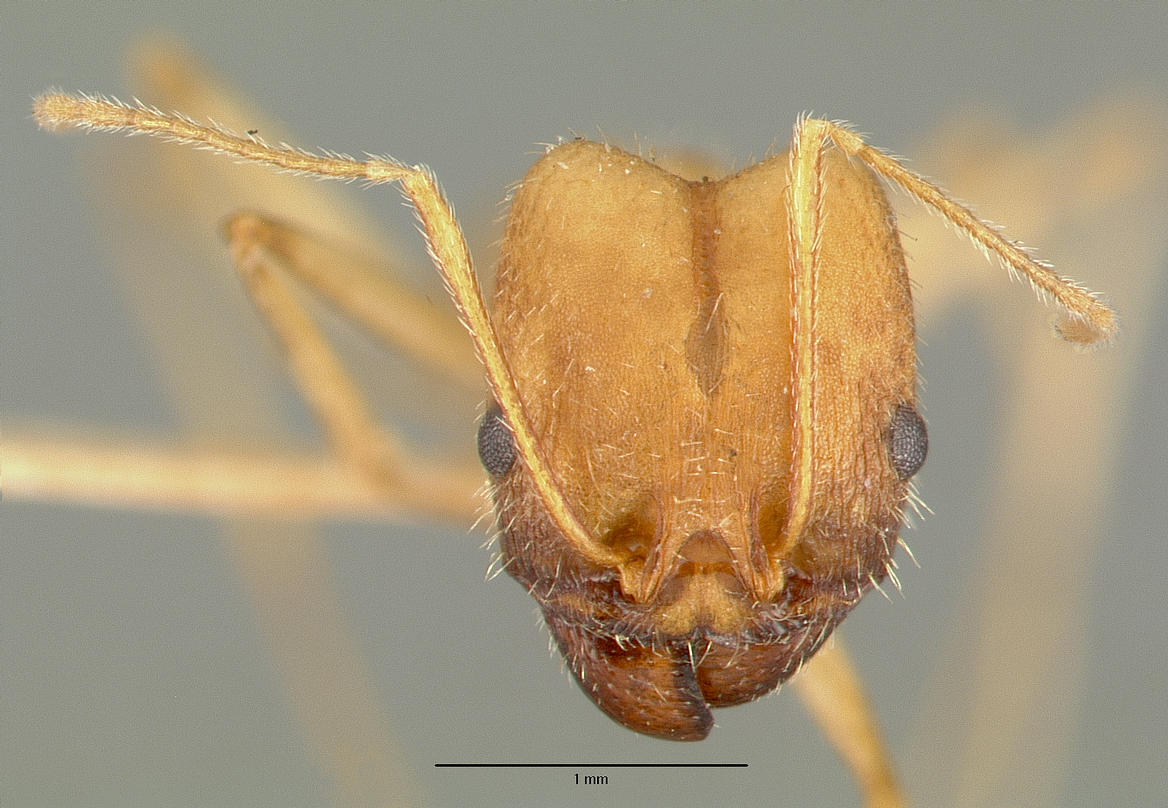
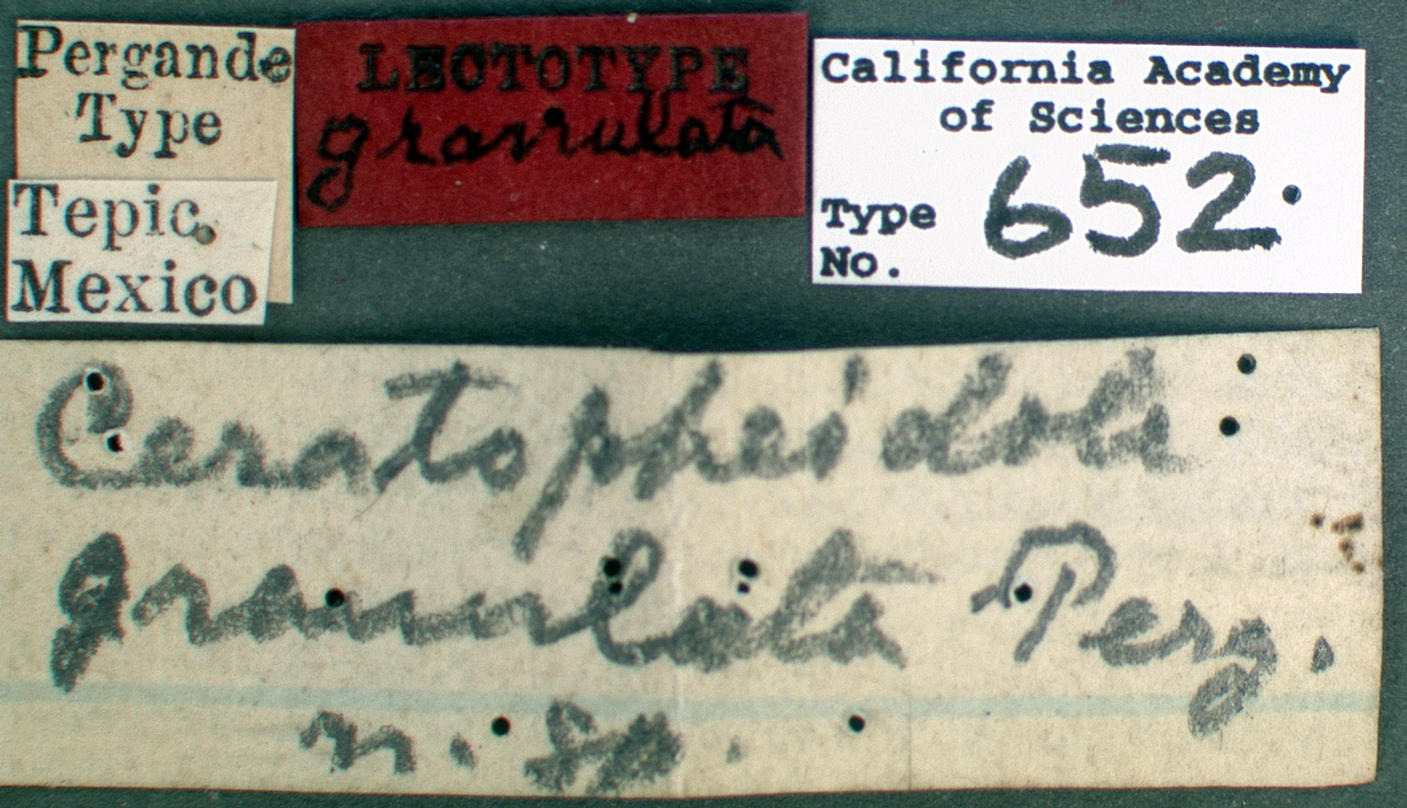
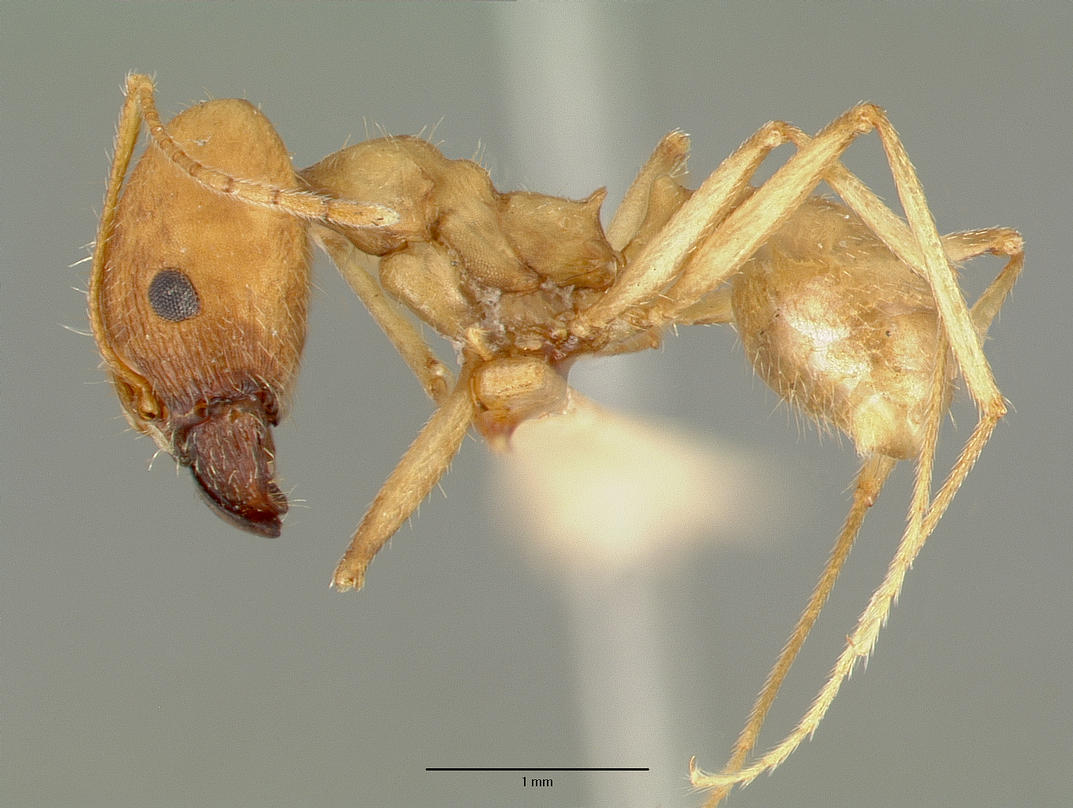